# Vaucouleurs
Vaucouleurs – miejscowość i gmina we Francji, w regionie Grand Est, w departamencie Moza.
Według danych na rok 1990 gminę zamieszkiwało 2401 osób, a gęstość zaludnienia wynosiła 61 osób/km² (wśród 2335 gmin Lotaryngii Vaucouleurs plasuje się na 180. miejscu pod względem liczby ludności, natomiast pod względem powierzchni na miejscu 26.).